# 청주 대성여자중학교 강당
청주 대성여자중학교 강당(淸州 大成女子中學校 講堂)은 대한민국의 국가등록문화재 제351호이다.
청주대학의 강당으로 1954년 신축된 건물로 현재는 대성여자중학교 체육관으로 사용되고 있는 건물이다. 동서로 긴 장방형 평면으로 서쪽 주출입구 현관부를 돌출시켜 정면성을 강조하였고, 현관부 정면에 민흘림 원형 투스칸식 기둥을 두고 두개의 반원형 아치를 틀었다. 광복 후 독자적인 근대화를 모색하는 과정에서 나타난 학교건축의 초기사례로, 근대기 학교 강당 건축의 기술적 특성을 잘 보여주고 있다.

## 같이 보기
- 대성여자중학교

## 참고 자료
- 청주 대성여자중학교 강당 - 국가유산청 국가유산포털